# Chorthippus himalayanus
Chorthippus himalayanus är en insektsart som beskrevs av Balderson och X.-c. Yin 1987. Chorthippus himalayanus ingår i släktet Chorthippus och familjen gräshoppor. Inga underarter finns listade i Catalogue of Life.